# Amb els peus a terra
Amb els peus a terra (títol original en alemany, Sonne und Beton) és una pel·lícula alemanya del 2023 coescrita i dirigida per David Wnendt. Es tracta de l'adaptació cinematogràfica del llibre homònim d'inspiració autobiogràfica de Felix Lobrecht, i és protagonitzada per Levy Rico Arcos, Rafael Luis Klein-Heßling, Vincent Wiemer i Aaron Maldonado-Morales. Tracta sobre quatre companys de classe que irrompen a la seva escola de Berlín-Gropiusstadt amb l'esperança de resoldre els seus problemes econòmics. Va ser seleccionada a la Gala Especial del 73è Festival Internacional de Cinema de Berlín, on es va exhibir per primer cop el 18 de febrer de 2023. Es va estrenar als cinemes el 2 de març de 2023. S'ha doblat i subtitulat al català.